# Он хуже меня
«Он хуже меня» (итал. Lui e' peggio di me) — кинокомедия итальянского режиссёра и сценариста Энрико Олдоини.

## Сюжет
Лучано и Леонардо — лучшие друзья. Они давно вышли из юношеского возраста, но в душе остались детьми. Не зря начало фильма переносит зрителя в детские годы героев, которые так и не изменились внешне. В их жизни много забавных моментов и весёлых розыгрышей. Но так происходит лишь до тех пор, пока Леонардо не встречает Джованну, на которой собирается жениться. Понимая, что это разрушит мужскую дружбу, Лучано готов на всё, чтобы не допустить свадьбы…

## Факты
- Песни, звучащие в фильме, исполнил Адриано Челентано.

## В ролях
- Адриано Челентано — Леонардо
- Ренато Поццетто — Лучано
- Келли ван дер Вельден — Джованнa
- Серджо Ренда — Марко Францони, отец Джованны
- Дэн Стивен — Ковбой Рой
- Раффаэле ди Сипьо — клиент в автосалоне.

## Съёмочная группа
- Режиссёр: Энрико Ольдоини
- Продюсер: Марио Чекки Гори, Витторио Чекки Гори
- Сценарист: Энрико Ольдоини, Бернардино Дзаппони
- Композитор: Мануэль Де Сика
- Оператор: Алессандро Д’Эва